# Himan
Himan (grč. ὕμνος, hymnos – pjesma hvale) ili hvalospjev je vrsta pjesme, obično religioznog sadržaja, osobito pisan u svrhu odavanja slave, hvale ili izricanja poklonstva, a najčešće upućen nekom bogu ili značajnom liku neke vjere.

## Etimologija
Grčka riječ izvodi se iz praindoeuropskog korijena *sh2em- "pjevati" a povezana je i s hetitiskim išḫamai "pjeva" i sanskrtskim sāman "pjesma".
Pjevanje himana naziva se himnodija, a ista se riječ rabi i kada se želi označiti zbir određenih himana, bilo da pripadaju zajedničkom razdoblju, određenoj kulturi ili određenoj religijskoj ili inoj skupini. Zbirka himana naziva se himnal, a znanstvenik koji se bavi himnima himnolog.

## Poznati drevni himni
Među najpoznatije drevne himne ubraja se Veliki Atonov himan što ga je napisao faraon Ehnaton, potom zbirka himana hinduističke tradicije nazvana Vede, dok je na Zapadu najpoznatija himnodijska tradicija ona koja počinje s Homerom, a bave se bogovima grčke mitologije.

## U kršćanskoj predaji
Kršćanska je predaja ponajprije bila nadahnuta Psalmima, naročitim pjesmama Staroga zavjeta, a himni su u prvom redu bili upravljeni Bogu, a onda i Isusu Kristu.
Himni u kršćanstvu često imaju posebnu temu povezanu s razdobljem liturgijske godine ili s određenim blagdanom, kao što je Božić, Uskrs i slično. Drugi su namijenjeni posebnim prilikama kršćanskoga slavlja, kao što je slavlje euharistije, krštenja ili sprovoda.
U Katoličkoj, Pravoslavnoj i Istočnim Crkvama himni su ponekad upravljeni i svecima, a posebice Djevici Mariji (Bogorodica, Magnificat).

## Poveznice
- Devīsūktam (Chandipatha)
- Koral

## Vanjske poveznice
- Katolički himni (engl.)